# Laphria flavicollis
Laphria flavicollis là một loài ruồi trong họ Asilidae. Laphria flavicollis được Say miêu tả năm 1824.